# La vera costanza (Anfossi)
La vera costanza er en italiensk opera af Pasquale Anfossi. Operaen havde premiere i Rom den 2. januar 1776 og er blevet opført af en italiensk gæstetrup i København den 31. januar 1778.